# 谢秋萍
谢秋萍（1969年—）是一位中国吉尼斯纪录保持者，拥有全世界最长的头发。

## 生平
1969年出生于广西壮族自治区桂林市荔浦市，从小喜欢留长发，是一位百货公司职员，1994年1月在上海电视台举办的世界长发大赛夺得冠军，2003年在北京成立自己工作室，专营头发生意。2004年5月8日打破吉尼斯世界纪录，经测量长发长度达到5.627米。没有保险公司愿意为其头发承保。